# Esmond Wickremesinghe
Pour les articles homonymes, voir Wickremesinghe.
 (mai 2024).
La mise en forme du texte ne suit pas les recommandations de Wikipédia : il faut le « wikifier ».
Les points d'amélioration suivants sont les cas les plus fréquents. Le détail des points à revoir est peut-être précisé sur la page de discussion.
- Les titres sont pré-formatés par le logiciel. Ils ne sont ni en capitales, ni en gras.
- Le texte ne doit pas être écrit en capitales (les noms de famille non plus), ni en gras, ni en italique, ni en « petit »…
- Le gras n'est utilisé que pour surligner le titre de l'article dans l'introduction, une seule fois.
- L'italique est rarement utilisé : mots en langue étrangère, titres d'œuvres, noms de bateaux, etc.
- Les citations ne sont pas en italique mais en corps de texte normal. Elles sont entourées par des guillemets français : « et ».
- Les listes à puces sont à éviter, des paragraphes rédigés étant largement préférés. Les tableaux sont à réserver à la présentation de données structurées (résultats, etc.).
- Les appels de note de bas de page (petits chiffres en exposant, introduits par l'outil «  Source ») sont à placer entre la fin de phrase et le point final[comme ça].
- Les liens internes (vers d'autres articles de Wikipédia) sont à choisir avec parcimonie. Créez des liens vers des articles approfondissant le sujet. Les termes génériques sans rapport avec le sujet sont à éviter, ainsi que les répétitions de liens vers un même terme.
- Les liens externes sont à placer uniquement dans une section « Liens externes », à la fin de l'article. Ces liens sont à choisir avec parcimonie suivant les règles définies. Si un lien sert de source à l'article, son insertion dans le texte est à faire par les notes de bas de page.
- La présentation des références doit suivre les conventions bibliographiques. Il est recommandé d'utiliser les modèles {{Ouvrage}}, {{Chapitre}}, {{Article}}, {{Lien web}} et/ou {{Bibliographie}}. Le mode d'édition visuel peut mettre en forme automatiquement les références.
- Insérer une infobox (cadre d'informations à droite) n'est pas obligatoire pour parachever la mise en page.

Pour une aide détaillée, merci de consulter Aide:Wikification.
Si vous pensez que ces points ont été résolus, vous pouvez retirer ce bandeau et améliorer la mise en forme d'un autre article.
Cyril Esmond Lucien Wickremesinghe, né le 29 mai 1920 et mort le 29 septembre 1985 à Houston, est un baron de la presse de Ceylan, un avocat et un entrepreneur à succès. Il est également le père du président du Sri Lanka et le leader de l'UNP Ranil Wickremesinghe.

## Enfance et éducation
Esmond Wickremesinghe est le fils de Cyril Leonard Wickremesinghe, de la fonction publique de Ceylan et d'Esmie Moonemalle Wickremesinghe (née Goonewardene). Il fait ses études au Royal College de Colombo et à l'University College de Colombo, il étudie le droit au Ceylon Law College et devient avocat. Il est un membre actif du parti trotskyste Lanka Sama Samaja dont il aide ses membres emprisonnés par les Britanniques pendant la Seconde Guerre mondiale.

## Famille
Il épouse Nalini Wijewardena, fille de D. R. Wijewardena avec qui il a cinq enfants, Shan, Ranil, Niraj, Channa et Kshanika. L'un de ses frères, Lakshman Wickremasinghe (1937-1983), est évêque anglican de Kurunegala de 1962 à 1983.

## Baron de la presse
Après son mariage, Esmond commence à aider son beau-père, D. R. Wijewardena, qui a créé l'important groupe de presse, The Lake House, qui abrite les Journaux Associés de Ceylan. Il en reprend la direction après le départ à la retraite de Wijewardena pour raisons de santé. Il est directeur général de Lake House de 1950 à 1968.
Sa première mission en tant que directeur consiste à améliorer la structure professionnelle du groupe de presse. Wickremesinghe contribue à la refonte du groupe composé de cinq quotidiens et de trois journaux du dimanche en anglais, cingalais et tamoul. Au cours de son mandat, il repousse avec succès la tentative de Sirima Bandaranaike de nationaliser The Lake House en 1964.
Il reçoit le Gold Pen Award pour la liberté de la presse et est président de l'Institut International de la Presse et de la Fondation de la presse d'Asie. Il est nommé en 2000 Héros Mondial de la Liberté de la Presse de l'IIP.

## Faiseur de roi
Wickremesinghe joue un rôle déterminant en garantissant et clarifiant les intentions de Don Stephen Senanayake quant à son fils Dudley Senanayake qui lui succéderait en cas de décès, ce qui survient le 22 mars 1952. Lake House Press affirme que le groupe parlementaire de l'UNP soutenait Dudley Senanayake et que le gouverneur général Lord Soulbury l'avait nommé Premier ministre plutôt que son cousin John Kotelawala. Cependant, quelques mois plus tard, Senanayake démissionne pour cause de mauvaise santé et Kotelawala lui succède. Wickremesinghe désamorce une crise interne au sein de l'UNP. Il est membre du comité de travail de l'UNP et l'un des conseillers qui forment un conseil interne.

## Chute du gouvernement
Il est impliqué dans la décision de C. P. de Silva, qui est ministre et membre éminent du Parti de la liberté du Sri Lanka, de quitter le gouvernement et de passer dans l'opposition avec 13 autres députés, prenant le gouvernement par surprise et lui faisant perdre sa majorité et le faisant battre dans le discours du Trône par une voix, provoquant des élections générales déclenchées en mars 1965,.
Il joue également un rôle clé dans la défaite de Sirimavo Bandaranaike lors des élections parlementaires de 1965 qui portent au pouvoir Dudley Senanayake du Parti national uni,.

## Diplomate
Kotelawala nomme Wickremesinghe conseiller des affaires étrangères du Premier ministre, le chargeant d'obtenir l'adhésion de Ceylan à l'ONU, ce qui est réalisé en 1955. Plus tard, il est envoyé spécial de Ceylan auprès des Nations Unies et représente Ceylan lors de nombreux événements internationaux, tels que l'UNESCO, où il contribue à obtenir son soutien pour former le projet du triangle culturel du Sri Lanka. En 1985, il est envoyé au Bhoutan en tant que représentant du président sri-lankais lors de la création de la SAARC.

## Mort
Alors qu'il accompagne le président Junius Richard Jayewardene lors d'une visite d'État en Inde, Wickremesinghe tombe malade. Touché par un souffle cardiaque, il doit subir un pontage à Houston au Texas. Il meurt le 29 septembre suivant, quelques jours après l'opération.